# العلاقات الأردنية البرازيلية
العلاقات الأردنية البرازيلية هي العلاقات الثنائية التي تجمع بين الأردن والبرازيل.

## مقارنة بين البلدين
هذه مقارنة عامة ومرجعية للدولتين:
| وجه المقارنة                                              | الأردن                   | البرازيل |
| --------------------------------------------------------- | ------------------------ | --- |
| المساحة (كم2)                                             | 89.34 ألف                | 8.52 مليون |
| عدد السكان (نسمة)                                         | 9.81 مليون               | 202.66 مليون |
| الكثافة السكانية (ن./كم²)                                 | 109.81                   | 23.79 |
| العاصمة                                                   | عمان                     | برازيليا، ريو دي جانيرو |
| اللغة الرسمية                                             | اللغة العربية            | برتغالية برازيلية، Brazilian Sign Language ‏ |
| العملة                                                    | دينار أردني              | ريال برازيلي، كروزيرو ريال برازيلي ‏، كروزيرو البرازيلية (1990–1993)، البرازيلي كروزادو نوفو، كروزادو برازيلي، cruzeiro ‏، كروزيرو البرازيلية (1942–1967)، الريال البرازيلي (قديم) |
| الناتج المحلي الإجمالي (بليون دولار)                      | 40.07 مليار              | 2.06 تريليون |
| الناتج المحلي الإجمالي (تعادل القوة الشرائية) بليون دولار | 82.80 مليار              | 3.22 تريليون |
| الناتج المحلي الإجمالي الاسمي للفرد دولار أمريكي          | 4.94 ألف                 | 8.54 ألف |
| الناتج المحلي الإجمالي للفرد دولار أمريكي                 | 12.05 ألف                | 15.89 ألف |
| مؤشر التنمية البشرية                                      | 0.748                    | 0.754 |
| رمز المكالمات الدولي                                      | +962                     | +55 |
| رمز الإنترنت                                              | .jo                      | .br |
| المنطقة الزمنية                                           | ت ع م+02:00، ت ع م+03:00 | |

## مدن متوأمة
في ما يلي قائمة باتفاقيات التوأمة بين مدن أردنية وبرازيلية:
- ترتبط عمان مع ساو باولو باتفاقية توأمة منذ 1994.[16][17][16][17]

## منظمات دولية مشتركة
يشترك البلدان في عضوية مجموعة من المنظمات الدولية، منها:
| علم المنظمة | اسم المنظمة                        | تاريخ انضمام الأردن | تاريخ انضمام البرازيل |
| ----------- | ---------------------------------- | ------------------- | --------------------- |
|             | الاتحاد البريدي العالمي            | ?                   | ?                     |
|             | يونسكو                             | 14 يونيو 1950       | 4 نوفمبر 1946         |
|             | البنك الدولي للإنشاء والتعمير      | 29 أغسطس 1952       | 14 يناير 1946         |
|             | منظمة التجارة العالمية             | ?                   | ?                     |
|             | وكالة ضمان الاستثمار متعدد الأطراف | 12 أبريل 1988       | 7 يناير 1993          |
|             | الاتحاد الدولي للاتصالات           | 20 مايو 1947        | 4 يوليو 1877          |
|             | منظمة الشرطة الجنائية الدولية      | ?                   | ?                     |
|             | مؤسسة التمويل الدولية              | 20 يوليو 1956       | 31 ديسمبر 1956        |
|             | الأمم المتحدة                      | 14 ديسمبر 1955      | 24 أكتوبر 1945        |
|             | مؤسسة التنمية الدولية              | 4 أكتوبر 1960       | 15 مارس 1963          |
|             | منظمة حظر الأسلحة الكيميائية       | ?                   | ?                     |

## وصلات خارجية
- موقع وزارة الخارجية الأردنية
- موقع وزارة الخارجية البرازيلية